# Lời thề Hippocrates

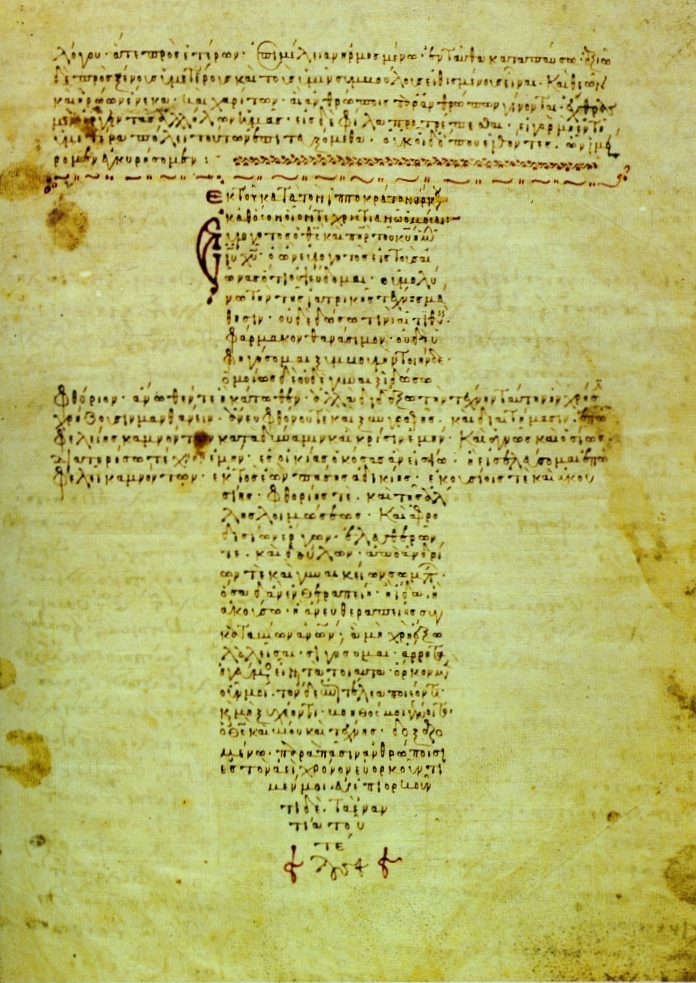
Một bản thảo của lời thề, thế kỷ 12, Byzantine.

Ở nhiều quốc gia, trong đó có Việt Nam, các thầy thuốc phải đọc Lời thề Hippocrates khi chuẩn bị ra trường để hành nghề. Lời thề này được các sinh viên Y khoa đọc và nguyện làm theo trong lễ tốt nghiệp.
Người ta cho rằng Hippocrates (được coi là cha đẻ của Y học phương Tây) hoặc một đệ tử của ông chính là tác giả của lời thề này. Nó được viết bằng tiếng vùng Ionia của Hy Lạp cổ đại (cuối thế kỷ thứ 5 trước Công nguyên). Học giả cổ điển Ludwig Edelstein đã cho rằng các lời tuyên thệ này được viết bởi các môn sinh phái Pythagore, tuy nhiên thuyết này đã bị nghi ngờ do thiếu bằng chứng xác thực.

## Lời thề gốc
| „Ὄμνυμι Ἀπόλλωνα ἰητρὸν, καὶ Ἀσκληπιὸν, καὶ Ὑγείαν, καὶ Πανάκειαν, καὶ θεοὺς πάντας τε καὶ πάσας, ἵστορας ποιεύμενος, ἐπιτελέα ποιήσειν κατὰ δύναμιν καὶ κρίσιν ἐμὴν ὅρκον τόνδε καὶ ξυγγραφὴν τήνδε. | Tôi xin thề trước Apollo thần chữa bệnh, trước Æsculapius thần y học, trước thần Hygieia và Panacea, và trước sự chứng giám của tất cả các nam nữ thiên thần, là tôi sẽ đem hết sức lực và khả năng để làm trọn lời thề và lời cam kết sau đây: |

| - Ἡγήσασθαι μὲν τὸν διδάξαντά με τὴν τέχνην ταύτην ἴσα γενέτῃσιν ἐμοῖσι, καὶ βίου κοινώσασθαι, καὶ χρεῶν χρηίζοντι μετάδοσιν ποιήσασθαι, καὶ γένος τὸ ἐξ ωὐτέου ἀδελφοῖς ἴσον ἐπικρινέειν ἄῤῥεσι, καὶ διδάξειν τὴν τέχνην ταύτην, ἢν χρηίζωσι μανθάνειν, ἄνευ μισθοῦ καὶ ξυγγραφῆς, παραγγελίης τε καὶ ἀκροήσιος καὶ τῆς λοιπῆς ἁπάσης μαθήσιος μετάδοσιν ποιήσασθαι υἱοῖσί τε ἐμοῖσι, καὶ τοῖσι τοῦ ἐμὲ διδάξαντος, καὶ μαθηταῖσι συγγεγραμμένοισί τε καὶ ὡρκισμένοις νόμῳ ἰητρικῷ, ἄλλῳ δὲ οὐδενί. | - Tôi sẽ coi các thầy học của tôi ngang hàng với các bậc thân sinh ra tôi. Tôi sẽ chia sẻ với các vị đó của cải của tôi, và khi cần tôi sẽ đáp ứng những nhu cầu của các vị đó. Tôi sẽ coi con của thầy như anh em ruột thịt của tôi, và nếu họ muốn học nghề y thì tôi sẽ dạy cho họ không lấy tiền công mà cũng không giấu nghề. Tôi sẽ truyền đạt cho họ những nguyên lý, những bài học truyền miệng và tất cả vốn hiểu biết của tôi cho các con tôi, các con của các thầy dạy tôi và cho tất cả các môn đệ cùng gắn bó bởi một lời cam kết và một lời thề đúng với Y luật mà không truyền cho một ai khác. |

| - Διαιτήμασί τε χρήσομαι ἐπ' ὠφελείῃ καμνόντων κατὰ δύναμιν καὶ κρίσιν ἐμὴν, ἐπὶ δηλήσει δὲ καὶ ἀδικίῃ εἴρξειν. | - Tôi sẽ chỉ dẫn mọi chế độ có lợi cho người bệnh tùy theo khả năng và sự phán đoán của tôi, tôi sẽ tránh mọi điều xấu và bất công. |

| - Οὐ δώσω δὲ οὐδὲ φάρμακον οὐδενὶ αἰτηθεὶς θανάσιμον, οὐδὲ ὑφηγήσομαι ξυμβουλίην τοιήνδε. Ὁμοίως δὲ οὐδὲ γυναικὶ πεσσὸν φθόριον δώσω. Ἁγνῶς δὲ καὶ ὁσίως διατηρήσω βίον τὸν ἐμὸν καὶ τέχνην τὴν ἐμήν. | - Tôi sẽ không trao thuốc độc cho bất kỳ ai, kể cả khi họ yêu cầu và cũng không tự mình gợi ý cho họ; cũng như vậy, tôi cũng sẽ không trao cho bất cứ người phụ nữ nào những thuốc gây sẩy thai. Tôi suốt đời hành nghề trong sự vô tư và thân thiết. |

| - Οὐ τεμέω δὲ οὐδὲ μὴν λιθιῶντας, ἐκχωρήσω δὲ ἐργάτῃσιν ἀνδράσι πρήξιος τῆσδε. | - Tôi sẽ không thực hiện những phẫu thuật cắt sỏi mà dành công việc đó cho những người chuyên. |

| - Ἐς οἰκίας δὲ ὁκόσας ἂν ἐσίω, ἐσελεύσομαι ἐπ' ὠφελείῃ καμνόντων, ἐκτὸς ἐὼν πάσης ἀδικίης ἑκουσίης καὶ φθορίης, τῆς τε ἄλλης καὶ ἀφροδισίων ἔργων ἐπί τε γυναικείων σωμάτων καὶ ἀνδρῴων, ἐλευθέρων τε καὶ δούλων. | - Dù vào bất cứ nhà nào, tôi cũng chỉ vì lợi ích của người bệnh, tránh mọi hành vi xấu xa, cố ý và đồi bại nhất là tránh cám dỗ phụ nữ và thiếu niên tự do hay nô lệ. |

| - Ἃ δ' ἂν ἐν θεραπείῃ ἢ ἴδω, ἢ ἀκούσω, ἢ καὶ ἄνευ θεραπηίης κατὰ βίον ἀνθρώπων, ἃ μὴ χρή ποτε ἐκλαλέεσθαι ἔξω, σιγήσομαι, ἄῤῥητα ἡγεύμενος εἶναι τὰ τοιαῦτα. | - Dù tôi có nhìn hoặc nghe thấy gì trong xã hội, trong và cả ngoài lúc hành nghề của tôi, tôi sẽ xin im lặng trước những điều không bao giờ cần để lộ ra và coi sự kín đáo trong trường hợp đó như một nghĩa vụ. |

| - Ὅρκον μὲν οὖν μοι τόνδε ἐπιτελέα ποιέοντι, καὶ μὴ ξυγχέοντι, εἴη ἐπαύρασθαι καὶ βίου καὶ τέχνης δοξαζομένῳ παρὰ πᾶσιν ἀνθρώποις ἐς τὸν αἰεὶ χρόνον. Παραβαίνοντι δὲ καὶ ἐπιορκοῦντι, τἀναντία τουτέων." | - Nếu tôi làm trọn lời thề này và không có gì vi phạm tôi sẽ được hưởng một cuộc sống sung sướng và sẽ được hành nghề trong sự quý trọng mãi mãi của mọi người. Nếu tôi vi phạm lời thề này hay tôi tự phản bội, thì tôi sẽ phải chịu một số phận khổ sở ngược lại. |

## Phiên bản hiện đại
Lời thề này được viết vào năm 1964 bởi Louis Lasagna, Hiệu trưởng của Trường Y khoa tại Đại học Tufts, và được sử dụng trong nhiều trường y khoa ngày nay.
Tôi thề phải thực hiện, đến hết khả năng và sự phán đoán của tôi, giao ước này:...
- Tôi sẽ tôn trọng những thành quả khoa học của các thầy thuốc đi trước, và sẵn sàng chia sẻ kiến thức của mình cho những người tiếp nối.
- Tôi sẽ ứng dụng, vì lợi ích của người bệnh, tất cả các biện pháp khi cần thiết, tránh sa vào việc điều trị thái quá và điều trị theo chủ nghĩa hư vô.
- Tôi sẽ luôn nhớ rằng nghệ thuật của việc chữa bệnh hay của khoa học, cần sự ấm áp, cảm thông, và sự hiểu biết, điều đó có thể lớn hơn con dao của bác sĩ phẫu thuật hoặc thuốc của người dược sĩ.
- Tôi sẽ không xấu hổ khi nói rằng "Tôi không biết", cũng sẽ không ngần ngại tham vấn ý kiến của các đồng nghiệp khi các kỹ năng của họ cần thiết cho việc phục hồi của bệnh nhân.
- Tôi sẽ tôn trọng sự riêng tư của bệnh nhân, không được tiết lộ các vấn đề của họ. Quan trọng hơn, tôi không thể quyết định được sự sống và cái chết. Trên hết, tôi không thể đóng vai trò của Chúa trời.
- Tôi sẽ luôn nhớ rằng mình không phải điều trị một cơn sốt, hay sự phát triển của khối u, mà là đang điều trị một người đang mắc bệnh, tình trạng bệnh có thể ảnh hưởng đến gia đình người đó và sự ổn định của nền kinh tế. Trách nhiệm của tôi bao gồm những vấn đề liên quan, để chăm sóc đầy đủ cho người bệnh.
- Tôi sẽ tìm mọi cách để phòng bệnh bất cứ khi nào tôi có thể nhưng tôi sẽ luôn luôn tìm kiếm một phương hướng chữa cho tất cả các bệnh.
- Tôi luôn nhớ rằng mình vẫn là một thành viên của xã hội, với những nghĩa vụ đặc biệt cho đồng bào của tôi, tâm trí và thể xác tôi cũng như các bệnh tật.

Nếu tôi không vi phạm lời thề này, tôi sẽ được tận hưởng cuộc sống mỹ mãn, được tôn trọng khi còn sống và nhớ đến mãi về sau. Tôi sẽ luôn làm việc để giữ gìn các truyền thống của điều mà tôi đã chọn và tôi sẽ có thể trải nghiệm niềm vui của việc cứu chữa những người tìm kiếm sự giúp đỡ của tôi.

## Các lời thề tương đương
Trong khung cảnh hiện đại, lời thề Hippocrates đã bị bỏ, thay đổi hay thay thế bằng các lời thề phản ảnh giá trị văn hóa và xã hội ngày nay, nhất là tại các trường y khoa phương Tây.
Lời thề Hippocrates cũng đã được đổi mới dựa theo Tuyên ngôn Geneva. Hội đồng Y khoa (General Medical Council) của Anh đã có một hướng dẫn rõ cho các thành viên của họ trong các tài liệu sau Duties of a doctor Lưu trữ ngày 20 tháng 8 năm 2005 tại Wayback Machine và Good Medical Practice Lưu trữ ngày 10 tháng 9 năm 2005 tại Wayback Machine (tiếng Anh).

### Mười hai điều Quy định về Y đức
12 điều Y đức là Tiêu chuẩn đạo đức của người làm công tác y tế được ban hành kèm theo quyết định số: 20881BYT-QĐ ngày 06 tháng 11 nǎm 1996 của Bộ trưởng Bộ Y tế. Nội dung của các điều này gồm:
1. Chǎm sóc sức khoẻ cho mọi người là nghề cao quý. Khi đã tự nguyện đứng trong hàng ngũ y tế phải nghiêm túc thực hiện lời dạy của Bác Hồ. Phải có lương tâm và trách nhiệm cao, hết lòng yêu nghề, luôn rèn luyện nâng cao phẩm chất đạo đức của thầy thuốc. Không ngừng học tập và tích cực nghiên cứu khoa học để nâng cao trình độ chuyên môn. Sẵn sàng vượt qua mọi khó khǎn gian khổ vì sự nghiệp chǎm sóc và bảo vệ sức khỏe nhân dân.
2. Tôn trọng pháp luật và thực hiện nghiêm túc các quy chế chuyên môn. Không được sử dụng người bệnh làm thực nghiệm cho những phương pháp chẩn đoán, điều trị, nghiên cứu khoa học khi chưa được phép của Bộ Y tế và sự chấp nhận của người bệnh.
3. Tôn trọng quyền được khám bệnh, chữa bệnh của nhân dân. Tôn trọng những bí mật riêng tư của người bệnh; khi thǎm khám, chǎm sóc cần bảo đảm kín đáo và lịch sự. Quan tâm đến những người bệnh trong diện chính sách ưu đãi xã hội. Không được phân biệt đối xử với người bệnh. Không được có thái độ ban ơn, lạm dụng nghề nghiệp và gây phiền hà cho người bệnh. Phải trung thực khi thanh toán các chi phí khám bệnh, chữa bệnh.
4. Khi tiếp xúc với người bệnh và gia đình họ, luôn có thái độ niềm nở, tận tình; trang phục phải chỉnh tề, sạch sẽ để tạo niềm tin cho người bệnh. Phải giải thích tình hình bệnh tật cho người bệnh và gia đình họ hiểu để cùng hợp tác điều trị; phổ biến cho họ về chế độ, chính sách, quyền lợi và nghĩa vụ của người bệnh; động viên an ủi, khuyến khích người bệnh điều trị, tập luyện để chóng hồi phục. Trong trường hợp bệnh nặng hoặc tiên lượng xấu cũng phải hết lòng cứu chữa và chǎm sóc đến cùng, đồng thời thông báo cho gia đình người bệnh biết.
5. Khi cấp cứu phải khẩn trương chẩn đoán, xử trí kịp thời không được đùn đẩy người bệnh.
6. Kê đơn phải phù hợp với chẩn đoán và bảo đảm sử dụng thuốc hợp lý an toàn; không vì lợi ích cá nhân mà giao cho người bệnh thuốc kém phẩm chất, thuốc không đúng với yêu cầu và mức độ bệnh.
7. Không được rời bỏ vị trí trong khi làm nhiệm vụ, theo dõi và xử trí kịp thời các diễn biến của người bệnh.
8. Khi người bệnh ra viện phải dặn dò chu đáo, hướng dẫn họ tiếp tục điều trị, tự chǎm sóc và giữ gìn sức khỏe.
9. Khi người bệnh tử vong, phải thông cảm sâu sắc, chia buồn và hướng dẫn, giúp đỡ gia đình họ làm các thủ tục cần thiết.
10. Thật thà, đoàn kết tôn trọng đồng nghiệp, kính trọng các bậc thầy, sẵn sàng truyền thụ kiến thức, học hỏi kinh nghiệm, giúp đỡ lẫn nhau.
11. Khi bản thân có thiếu sót, phải tự giác nhận trách nhiệm về mình, không đổ lỗi cho đồng nghiệp, cho tuyến trước.
12. Hăng hái tham gia công tác tuyên truyền giáo dục sức khỏe, phòng chống dịch bệnh, cứu chữa người bị nạn, ốm đau tại cộng đồng; gương mẫu thực hiện nếp sống vệ sinh, giữ gìn môi trường trong sạch.

### Lời tuyên thệ của người thầy thuốc (trước 1975)
Trước đấng tối cao mà tôi tin tưởng. Trước các Y tổ của thế giới và Việt Nam Hippocrates và Hải Thượng Lãn Ông. Trước các thầy và các bạn đồng môn đã gây dựng y-nghiệp cho tôi. Trước các bậc sinh thành ra tôi. Và nhất là trước lương tâm chức nghiệp của chính tôi. Tôi xin tuyên thệ
1. Coi nghề thầy thuốc mà tôi đã tự chọn như một con đường cứu người và giúp đời, chứ không xem như một phương tiện thương mại,
2. Trong khi hành nghề, tôi chỉ dùng mọi hiểu biết về người bệnh để phục vụ Y - đạo,
3. Vì tình yêu tổ quốc, tôi sẽ cố phát triển những sắc thái đặc biệt của nền y học Việt Nam,
4. Vì tình yêu thương nhân loại, tôi sẽ cứu tất cả mọi người và truyền nghề cho bất cứ những ai có khả năng và thiện chí,
5. Vì tôn trọng sinh mạng của người bệnh và tư tưởng cao đẹp của nghề thầy thuốc, tôi sẽ phải học hỏi và nghiên cứu trọn đời,
6. Hôm nay chỉ mới là bắt đầu.

## Qui ước đạo đức ngành y của Hiệp hội Y khoa Thế giới (World Medical Association)

### Nhiệm vụ chung của người thầy thuốc
1. Thực hành nghề nghiệp và duy trì chuẩn mực chuyên môn ở mức độ cao nhất.
2. Tôn trọng quyền của bệnh nhân chấp nhận hay bác bỏ đề nghị của thầy thuốc.
3. Không để cho phán xét cá nhân bị chi phối bởi quyền lợi cá nhân hay phân biệt đối xử.
4. Hết lòng trong việc cung cấp dịch vụ chuyên môn cho bệnh nhân.
5. Hành xử thành thật với bệnh nhân và đồng nghiệp. Báo cáo cho giới chức có trách nhiệm biết những thầy thuốc thiếu y đức hoặc bất tài hoặc có hành vi lừa đảo.
6. Không thuyên chuyển bệnh nhân hoặc ra toa thuốc để hưởng lợi ích tài chính hay quà cáp.
7. Tôn trọng quyền và sự lựa chọn của bệnh nhân.
8. Có trách nhiệm giáo dục công chúng về những khám phá mới trong y học, nhưng cần phải cẩn thận trong việc áp dụng các phương pháp còn trong vòng thử nghiệm.
9. Cố gắng sử dụng tài nguyên y tế một cách sáng suốt nhằm đem lại lợi ích cho bệnh nhân và cộng đồng.
10. Tìm người điều trị nếu mình mắc bệnh.
11. Tôn trọng các chuẩn mực đạo đức địa phương và quốc gia.

### Nhiệm vụ chung của người thầy thuốc đối với bệnh nhân
12. Tôn trọng sinh mạng của con người.
13. Hành động vì lợi ích của bệnh nhân.
14. Tuyệt đối trung thành với bệnh nhân. Bất cứ khi nào phương pháp điều trị hay xét nghiệm ngoài khả năng của mình, người thầy thuốc phải giới thiệu đến một chuyên gia khác.
15. Tôn trọng quyền riêng tư của bệnh nhân. Không tiết lộ bất cứ thông tin nào về bệnh nhân cho bất cứ ai, nếu không có sự đồng thuận của bệnh nhân.
16. Cung cấp dịch vụ chăm sóc trong trường hợp khẩn cấp.
17. Không quan hệ tình dục với bệnh nhân. Không lợi dụng mối quan hệ thầy thuốc – bệnh nhân.